# Кралски дворец (Брюксел)
Брюкселският кралски дворец (на френски: Palais Royal de Bruxelles; на нидерландски: Koninklijk Paleis van Brussel) е официалната резиденция на белгийския крал, разположена в центъра на столицата на Кралство Белгия – Брюксел.
Белгийското кралско семейство всъщност живее в Лакенския дворец, разположен в брюкселския квартал Лакен. Кралският дворец се използва от краля предимно като място за официални събития.

Кралският дворец в Брюксел е разположен срещу Палатът на нацията, в който се помещава белгийският федерален парламент, като по този начин се символизира конституционната монархия.
Преди това на това място се е намирал замъкът „Кауденберг“ – резиденция на херцозите на Херцогство Брабант – построен вероятно в края на XI век и унищожен от пожар през 1731 г. На негово място е построена по-малка резиденция. През 1815 г. Вилем I, крал на Нидерландия, решава някогашните четири къщи да бъдат съединени и превърнати в кралски дворец. Той е завършен през 1829 г. Година по-късно Белгия провъзгласява независимостта си от Нидерландия, и новият белгийски крал Леополд I избира този дворец за своя резиденция.
Неговият наследник Леополд II придава на необароковия дворец днешния му вид. Тази трансформация приключва през 1903 г. и дворецът се използва като резиденция на белгийското кралско семейство до смъртта на кралица Астрид през 1935 г.
След това тогавашният крал Леополд III се премества в замъка Лакен, където кралското семейство живее и до днес. Кралският дворец в центъра на Брюксел и днес е официалната резиденция на краля, която му служи за държавни приеми и други официални задължения, и в която се помещават офисите на двора. Освен това в двореца сега се помещава музей с колекция на белгийската кралска династия – клон на дома Сакскобургготски (Сакс-Кобург и Гота).
Кралският дворец не трябва да се бърка с Кралската къща („Хлябната къща“) на площад Гран Плас, която въпреки името и местоположението си в историческия център на Брюксел, никога не е била използвана за нуждите на монарсите.

## Връзки
- Брюкселски кралски дворец – страница на Брюкселския кралски дворец (на английски, немски, френски и нидерландски език)

|  | Тази страница частично или изцяло представлява превод на страницата Königlicher Palast (Brüssel) и страницата „Королевский дворец (Брюссель)“ в Уикипедия на немски и руски език. Оригиналните текстове, както и този превод, са защитени от Лиценза „Криейтив Комънс – Признание – Споделяне на споделеното“, а за творби, създадени преди юни 2009 година – от Лиценза за свободна документация на ГНУ. Прегледайте историята на редакциите на оригиналните страници тук и тук, за да видите списъка на техните съавтори. ВАЖНО: Този шаблон се отнася единствено до авторските права върху съдържанието на статията. Добавянето му не отменя изискването да се посочват конкретни източници на твърденията, които да бъдат благонадеждни. |